# Oranjegele bladroller
De oranjegele bladroller (Aphelia viburniana) is een vlinder uit de familie Tortricidae, de bladrollers. De voorvleugellengte van de vlinder bedraagt ongeveer 11 millimeter. De soort overwintert als rups.

## Taxonomie
De oranjegele bladroller hoort tot het ondergeslacht Aphelia, en wordt daarom ook wel weergegeven met Aphelia (Aphelia) viburniana.

## Waardplanten
De oranjegele bladroller is polyfaag en heeft onder andere bosbes en andere soorten uit de heidefamilie, maar ook wilg, als waardplanten.

## Voorkomen in Nederland en België
De oranjegele bladroller is in Nederland en in België een lokale en schaarse soort. De soort vliegt van juni tot september.